# Ладжанурі
Ладжанурі (груз. ლაჯანური) — річка в Грузії, права притока Ріоні. Витік розташований на висоті 2710 м над рінем моря, довжина становить 32 км, площа басейну — 296 км². Живиться льодовиковою, дощовою та підземною водами. Середньорічна швидкість потоку — 10,5 м³/с.
Ресурс з річки використовується у ГЕС Ладжанурі.